# Moitrelia italogallicella
Moitrelia italogallicella is een vlinder uit de familie snuitmotten (Pyralidae). De wetenschappelijke naam is voor het eerst geldig gepubliceerd in 1882 door Millière.
De soort komt voor in Europa.